# ナジーバーバード

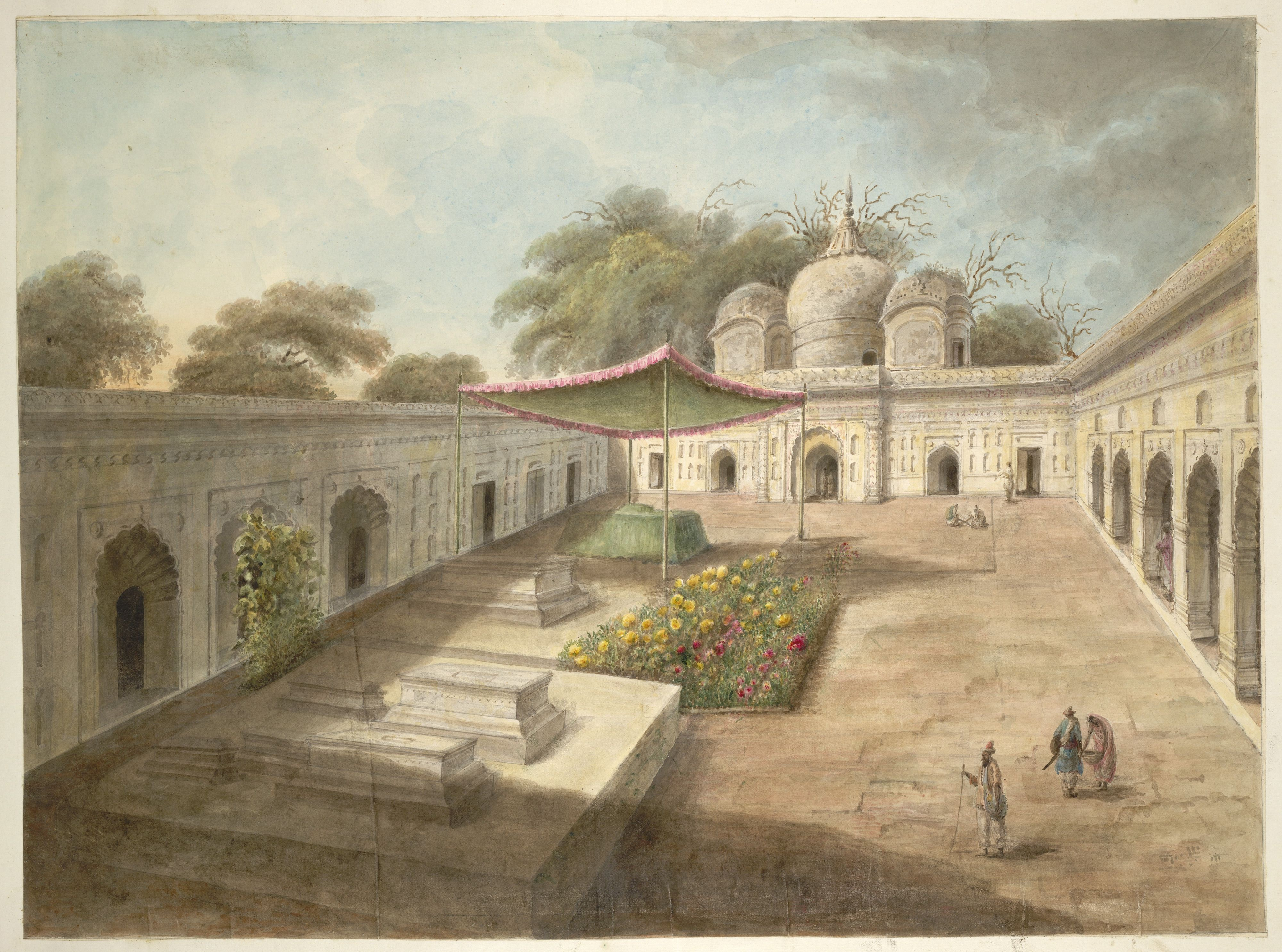
ナジーバーバードのモスク

ナジーバーバード（ウルドゥー語：نجیب آباد、Najibabad）は、北インドのウッタル・プラデーシュ州、ビジュノール県に存在する都市。

## 歴史
1740年代、ビジュノール地方を支配したローヒラー族のナジーブ・ハーンの名にちなんで建設された。彼はここを拠点にデリー近郊に勢力を張った。
1772年、マハーダージー・シンディアがローヒルカンドを侵略した際、ナジーバーバードも占領された。